# 扎克·鲁登
扎克·安德魯·鲁登（英語：Zak Andrew Rudden，2000年2月6日—）是一名蘇格蘭足球運動員，司職前鋒，現時效力蘇格蘭足球冠軍聯賽球會邓迪。

## 球會生涯

### 流浪
鲁登在流浪者展開足球生涯，2018/19球季首次參加了一隊的季前集訓。
2018年8月，他被外借到法尔科克，並在9月15日首次代表球隊上場及取得進球。2019年8月23日，他被外借到英格蘭足球乙級聯賽球會普利茅斯，並在翌日對沃尔索尔的比賽首次上場，10月8日英格蘭足球聯賽錦標賽對斯温登的比賽取得在新球會首顆進球。他的外借在2020年1月結束。

### 帕尔蒂克
2020年1月15日，鲁登轉會至帕尔蒂克並簽約兩年半。之後由於2019冠状病毒和傷病影響，使他在2021年3月23日才取得在帕尔蒂克首顆進球，在蘇格蘭足總盃以3-0擊敗考登比斯。

### 登地
2022年1月，他與邓迪預簽一份為期三年的合約，於2022年夏天開始生效。1月31日，他被外借至邓迪至季末。翌日的丹地德比他以替補身份上場，並在四天後對罗斯郡的比賽取得在球會首顆進球。

## 國家隊生涯
鲁登曾代表蘇格蘭各年齡層代表隊上場，包括上至蘇格蘭U21。

## 榮譽

### 球會
帕尔蒂克
- 蘇格蘭足球甲級聯賽：2020–21[19]